# Młodzieżowe Mistrzostwa Polski Par Klubowych na Żużlu 1983
Młodzieżowe Mistrzostwa Polski Par Klubowych na Żużlu 1983 – zawody żużlowe, mające na celu wyłonienie medalistów młodzieżowych mistrzostw Polski par klubowych w sezonie 1983. Rozegrano eliminację dla II ligi, dwa turnieje półfinałowe oraz finał, w którym zwyciężyli żużlowcy ROW-u Rybnik.

## Finał
- Tarnów, 23 czerwca 1983
- Sędzia: Marek Czernecki

| Miejsce | Kluby                | Suma  | Zawodnicy                                          | Punkty                                              |
| ------- | -------------------- | ----- | -------------------------------------------------- | --------------------------------------------------- |
| złoto   | ROW Rybnik           | 23    | Piotr Liszka Piotr Steuer Mirosław Korbel          | 2 (d,1,1,–,–,–) 17 (3,3,3,2,3,3) 4 (–,–,–,1,2,1)    |
| srebro  | Wybrzeże Gdańsk      | 22 +3 | Dariusz Stenka Piotr Żyto                          | 13 +3 (3,3,2,1,1,3) 9 (2,2,1,2,0,2)                 |
| brąz    | Unia Tarnów          | 22 +2 | Arkadiusz Tanaś Janusz Trytko Jerzy Stós           | 4 (1,3,0,–,–,–) 13 +2 (2,2,2,3,1,3) 5 (–,–,–,1,2,2) |
| 4       | Unia Leszno          | 18    | Zbigniew Krakowski Piotr Pawlicki                  | 1 (u,0,0,1,0,0) 17 (3,3,3,3,3,2)                    |
| 5       | GKM Grudziądz        | 15    | Roman Feld Jerzy Budzeń                            | 12 (2,d,3,3,3,1) 3 (1,u,1,0,1,0)                    |
| 6       | Śląsk Świętochłowice | 14    | Andrzej Kułaga Krzysztof Bas Antoni Bielica        | 9 (2,1,2,–,1,3) 5 (1,–,d,2,2,d) 0 (–,0,–,u,–,–,)    |
| 7       | Polonia Bydgoszcz    | 11    | Ryszard Dołomisiewicz Janusz Łastowski Adam Wolski | 9 (3,2,w,2,2,w) 2 (0,0,1,0,0,1) ns                  |